# 増田明美
増田 明美（ますだ あけみ、本名・木脇 明美、1964年1月1日 - ）は、元女子マラソン・陸上競技長距離走選手で、現在は大阪芸術大学芸術学部教養課程教授、スポーツジャーナリスト・スポーツライター・レース解説者・タレント・ナレーターなどで活動中である。
1984年ロサンゼルスオリンピック女子マラソン日本代表。佐々木七恵とともに1980年代前半の日本における女子長距離走の第一人者であった。
千葉県夷隅郡岬町（現・いすみ市）出身。

## 経歴

### 成田高校時代まで
みかん農家の家庭に生まれ育ち、みかん山を走り回って育つ。小学校は自宅から約2.5キロメートル (km)の距離があり、そこを歩いて通学したことに加え、しばしば登校中に忘れ物に気づき自宅まで走って取りに戻ったりしたことが、足腰や心肺能力を高めるきっかけになったのではないかと自ら述べている。小学生時代は足が遅いという理由で運動会は嫌いだった。
岬中学校では、当時人気のあった漫画『エースをねらえ!』に憧れて軟式テニス部で活動していた。2年生の冬、町内一周駅伝大会に中学でチームを組むに当たり、陸上部だけではメンバーが足りないために他のクラブからも選手が集められた際にその一人として参加、本番では高校生3人を抜いて優勝に導いた。これを契機に3年生ではテニス部とかけもちの形で陸上部に所属し、千葉県大会の800メートル (m)に千葉県中学記録で優勝、全国大会でも4位となる。教員を志望していた増田は高校で陸上競技を続けるつもりはなかったが、走りを見た私立成田高等学校の陸上部監督である瀧田詔生 がその冬に自宅を訪れてスカウトし、同校に進学した。千葉県立佐倉高等学校の教員だった小出義雄も少し遅れて（小出によると「一週間差」）スカウトに来たという。自宅から成田高校まで遠かったことから、瀧田の自宅にある離れに同学年で同じ中距離走の選手だった樋口葉子とともに下宿した。
高校1年生の2学期に貧血にかかり、瀧田からマネージャーへの転向を指示される。それに反発した増田はいったん陸上部をやめて自宅に戻り、千葉県立長生高等学校への転校を考えたり（困難なために断念）、自宅から2時間半かけて成田高校に通学したりしたが、半年後に復帰。「（マネージャー転向を指示した）瀧田を見返してやろう」という思いから猛練習を重ねる。
その成果が長距離に転向した3年生の1981年にあらわれた。4月19日に中央大学で行われた記録会で、10000m（33分20秒0）、5000m（途中計時16分49秒）の日本新記録を出したのを皮切りに、兵庫リレーカーニバル（5000m、15分53秒2=日本新記録、途中計時の3000m・9分30秒6も日本新記録）、スポニチ国際陸上（3000m、9分14秒81=日本新記録）、アジア陸上競技選手権大会（3000m、9分18秒17=優勝）など好記録を重ねた。6月7日のアジア陸上10000m（オープン競技）では、その年のボストンマラソン優勝のアリソン・ローや、同3位のジョーン・ベノイト（後の1984年ロサンゼルスオリンピック女子マラソン・初代金メダリスト）らと互角に渡り合い、彼女らを抑えて33分13秒22の日本新記録で優勝した。身長173cmのローを150cmの増田が抜き去る模様は、国立競技場の観客を大いに沸かせた。一方、当時女子マラソンの日本最高記録保持者だった佐々木七恵（当時岩手県の教職員だった）は、スポニチ国際やアジア陸上（3000m）で同走したが、あまりの速さの違いに「別世界の人みたい」と感想を漏らすほどであった。これを契機に佐々木は以前より指導を受けていた中村清により熱心にコーチを求めていくこととなった（翌年、エスビー食品陸上部に入部）。
6月21日の札幌タイムス20キロロードでも1時間11分40秒の日本最高記録で優勝、途中計時の10キロでも日本最高を記録し、トラックの3000m・5000m・10000mとロードの10キロ・20キロの日本記録をすべて塗り替えた。こうした活躍に、マスコミからは「女瀬古」のあだ名がつけられた。初の海外遠征となった9月の陸上ワールドカップ3000mは9分58秒7の8位と振るわなかったが、10月の日本陸上競技選手権大会では3000m、10000mで2冠を達成する。このうち10000mは自己の記録を更新する33分01秒5の日本新記録（同年度の世界9位）であった。11月におこなわれた第3回東京国際女子マラソンではゲストとしてテレビ朝日の中継車に同乗し、レースを眺めている。
1982年元日に18歳となり、日本陸上競技連盟が定めるマラソン参加資格を獲得。その時点ですでにマラソンへの挑戦がマスコミでは期待されていた。2月21日、千葉県光町（現在の横芝光町）の小さな大会（千葉県選手権光町マラソン）でマラソンに初出場する。「初めてのフルマラソンは注目されない地方の小さな大会で楽に走らせてみたい」という瀧田の意向による出走だった。結果、2時間36分34秒の日本最高記録で優勝し、途中計時の30キロも合わせて、長距離全種目の日本記録を1年で塗り替えるという快挙を達成した。その後も3月7日の中日20キロロード（名古屋国際女子マラソンの前身）では2位ながら1時間6分55秒で世界最高記録を上回った。日本の女子選手が世界最高記録を出したのは、1927年の人見絹枝（200m）以来55年ぶりであった。これらの結果、女子マラソンの種目がオリンピック初の正式プログラムとなる、1984年ロサンゼルスオリンピックへの出場を実業団で目指すこととなった。

### 川鉄千葉時代
増田の進路をめぐっては、資生堂やダイエーなどからも誘いがあったが、高校時代と練習環境が大きく変わらないことを理由に、新たに陸上部を創設して瀧田と増田・樋口を受け入れると申し出た地元の川崎製鉄千葉（現・JFE千葉）に進んだ。このほか、瀬古利彦の師である中村清が増田に興味を示し、瀧田に「増田を（中村が監督を務めていた）早稲田大学に入学させてくれないか」と持ちかけるも断られた、という話も伝えられている。増田自身は中村からのスカウトについてこれまでコメントしたことはないが、大学に進学しなかった理由として「当時大学の陸上部は（女子の）指導者・選手とも実業団に先行している場はない」と考えたからだと著書で記している。
社会人になって最初のレースとなった、1982年5月2日の兵庫リレーカーニバル10000mでは自己記録を更新する32分48秒1の日本新記録で優勝。しかし、一週間後のスポニチ国際陸上5000mではラスト1周で佐々木七恵に抜かれ、長距離転向後初めて日本選手に敗れる。さらに、マラソンの記録も同年6月6日に再び佐々木に更新された。6月下旬から7月にかけてノルウェーに遠征し、ビスレットゲームズの5000mとオスロのハーフマラソンに出場。前者では11位ながら15分38秒29の日本新記録を樹立。後者は女子マラソンの第一人者だったグレテ・ワイツをはじめベノイト、イングリッド・クリスチャンセンといったランナーが集う中、ワイツ、ベノイトに次ぐ3位に入賞する（クリスチャンセンは4位）。この結果から「自分を過大評価した」「関係者がオリンピックの成績に期待し、それが本番直前にプレッシャーになった」と増田は引退後に語っている。
この頃、貧血が再発し、練習後は1時間以上休養してからでないと帰宅できない状態になった。その背景には減量やレバーやほうれん草が苦手で食べられないといった事情があったが、病院に行くと練習できなくなる不安から、瀧田に貧血を明かさなかったという。こうした状況で1983年1月23日には、第1回の全国都道府県対抗女子駅伝に千葉県チームの一員として参加、優勝チームのアンカーとして記念すべき最初のゴールテープを切る。しかし、その1週間後の大阪女子マラソン（現・大阪国際女子マラソン）では14.7km地点で貧血のため意識を失って昏倒、無念の途中棄権となった。過度の練習と緊張、そして減量し過ぎによる栄養失調が原因だった。大阪警察病院に収容され、ベッドで「これでもう陸上は止めよう」と考えていた時、病院の外から「増田、負けるなよ!」と励ます声が聞こえ、思い直したという。
その後、宗兄弟（宗茂・猛）の所属する旭化成陸上部との合同合宿に参加し、マラソンの楽しさを教えられる。1983年6月の札幌タイムス20キロロードにオープン参加の形でレースに復帰し、優勝者よりも早いタイムでゴールした。7月には前年に続いて北欧に遠征し、7月6日にはヘルシンキのワールドゲームズ3000mで4位ながら自己記録を更新する9分11秒95の日本新記録を出すなど復調ぶりを見せた。9月11日にアメリカ・オレゴン州のマラソンで 2時間30分30秒の日本最高記録（当時ジュニア世界記録でもあった）を再び樹立した。この記録は当時の世界歴代8位・年間ランキング8位に相当し、日本選手として初めて歴代ベスト10に入るものであった。
翌年のロサンゼルス五輪女子マラソン代表をかけて、11月の東京国際女子マラソンに出る予定だったが、直前に足の故障で欠場（佐々木七恵が優勝して代表を獲得）。1984年1月、前回リタイアした大阪女子マラソンに出場する。ここでは前年と一変してレース終盤まで独走するが、東ドイツのカトリン・ドーレにゴール手前の40.9km地点で逆転を許す。しかし、2時間32分台の好タイムで2位となり、佐々木に次いでロス五輪女子マラソン代表の座をつかんだ。
2月の横浜国際女子駅伝に日本チームの一員として出場後、オリンピック本番に向けたトレーニングに入った。真夏のロサンゼルスでおこなわれるマラソンは高温が予想されたことから、「暑さに慣れるため」という理由で男子マラソン代表の宗兄弟と合同でニューカレドニアや宮古島、沖縄などで合宿を実施した。しかし暑さで体調を崩し、合宿終盤にはタイムトライアルで地元の高校生に敗れて完全に自信を失った。周囲からの「がんばって」という言葉すら苦痛に感じるようになり、7月5日の川崎製鉄主催による最後の壮行会を無断欠席し、「失踪」と報じられる騒ぎになった。のちになって、このとき適応障害を起こしていたと振り返っている。
臨んだ8月のロス五輪女子マラソン本番では序盤から積極果敢に飛び出したものの、ほどなくして後退し優勝・メダル争いの集団に吸収される。しかしその後集団からも脱落し、「集団の中で走っていない」「同じ日本代表の佐々木七恵にも先行された」ことなどに耐えられず、16km付近で再び途中棄権となってしまった（なお佐々木は完走するも19位に終わり、二人共にメダル・8位入賞はならなかった）。レース後の取材に対し、増田は涙を流しながら「ずっと胸が痛くて呼吸が苦しくて…」等と返答する様子が新聞に報じられていた。また同レースでゴール直前、夢遊病者のように意識朦朧と成りながらも競技場の大声援の中完走した、スイスのガブリエラ・アンデルセンの姿を救護室のテレビで見て、「ああまでして走る選手がいるのに自分はゴールできなかった。なんて弱い人間なんだ」と思ったと後年述べている。このオリンピックの途中棄権は増田にとって大きなダメージとなり、陸上への熱意を失ったことから、同年秋には「引退会見」を開いて川崎製鉄を退社。いったん陸上競技を離れた。

### NEC時代
増田は1985年に法政大学経済学部に入学し、以前からの希望だった教員の道を歩もうとした。陸上競技に専念していた間にできなかった「普通の若者」の日常を経験することができたが、そのうちに再び「もう一度思い切り走りたい」という思いが募り、日本陸連の強化委員長だった小掛照二に相談した。その結果、1986年に法政大学を中退し、小掛の助力によりオレゴン大学への陸上留学とNECへの入社が実現する。アメリカではオレゴン大学の陸上部ではなく、ブラジル人コーチのルイーズ・オリベイラのチームでトレーニングを受けた。オリベイラからは「自主的にトレーニングすること」「走って自分が幸せだと思えること」の重要性を教えられ、増田の陸上競技に対する姿勢を大きく変えることになる。1987年に帰国。帰国後最初の公式レースとなった東京選手権の5000mでは大会関係者から「おかえりー」「明美ちゃん、やめずに偉かったね」と励まされて涙し、1位になれたと2021年に述べている。12月の全日本実業団対抗女子駅伝では、それまで無名の松野明美に追い抜かれた。
翌1988年1月の大阪国際女子マラソンでは、途中棄権となったロス五輪以来約3年半ぶりのフルマラソンを走る。このレースはソウルオリンピック女子マラソンの代表選考会だったが、日本人最高の2位となった宮原美佐子が、増田の日本記録を更新して日本女子初の2時間30分突破を果たし、五輪代表内定となった（同レース出走で3位の荒木久美、4位の浅井えり子もソウル五輪代表となる）。一方の増田は、調整期間中に右足を痛めて体調が万全でなかったこともあり、優勝争いにも、日本人トップ争いにもまったく加われず、マイペースでの走りとなる。
その大阪のレース途中、30km前後で沿道の観衆から「増田!もうおまえの時代は終わったんや!!」という痛烈な野次を浴びた時に増田は思わず立ち止まり、しばらく歩いてしまうが、再び走り出してゴールまで完走した。立ち止まったときには惨めさに耐えられず「地下鉄を探して逃げよう」と考えていたが、周囲の市民ランナーから肩を叩かれたりして励まされたことで、再び走り出したという。結局記録は2時間51分台で順位も30位、全盛期から程遠い成績に終わった。それでも、「見栄とプライドからそれまで越えることのできなかったハードル」を越えて完走できた喜びからゴール後の増田は思わず涙を流した。このヤジを飛ばされた時のエピソードは、現役引退後に増田自ら講演等でもよく語っており、1998年に出演した『課外授業 ようこそ先輩』では母校（小学校）の児童とともにこのレースのダイジェストを鑑賞した上で「（現役時代のレースの中で）いちばん楽しかった、走ってて」と述べている。
その後トレーニングを重ね、精神的にも成長した増田は、1989年11月の東京国際女子マラソンでは、日本人最高の8位入賞を果たして第一線に復帰。1990年4月のロンドンマラソンでは19位ながらも、全盛期に近い2時間34分台のタイムを記録した。しかし、同年12月の全日本実業団対抗女子駅伝で、従来のような闘志を感じられなくなったことから引退を決意。1992年1月の大阪国際女子マラソンを引退レースと決めて練習に励んだが、当日のウォーミングアップ中に起きた右足の激痛を抱えたままレースを迎え、関門制限時間に間に合わず、ここでも16.8km地点で途中棄権を余儀なくされた。引退後の検診で、過去の無理なトレーニングと減量で月経が2年ほど止まった時期にエストロゲンの分泌がおこなわれなかったために足の骨がもろくなり、複数の疲労骨折が起きていたことが判明した。

### 現役引退後

#### 解説者として
スポーツライターに転身し、新聞や雑誌に寄稿したり、陸上競技・ロードレースの解説を中心に放送に出るようになる。ライターへの転身は、現役時代より練習日誌をつけるなど書くことが好きだったのに加え、引退時に指導者としてのオファーがなかったことも一因だった。
オリンピックの女子マラソンは、1996年アトランタオリンピック・2004年アテネオリンピック・2008年北京オリンピック・2012年ロンドンオリンピックでラジオ、2000年シドニーオリンピック・2016年リオデジャネイロオリンピック・2020年東京オリンピック・2024年パリオリンピックでテレビと、解説者として実況中継を多数務めている。レース解説について、自らの現役時代のレース中継では走りと体調のことしか話題にされず、競技者という視点だけで見られていたことを寂しく思っていた経験から、選手や監督の思いを伝えたいと述べている。解説では趣味や家族関係など選手のプライベートな話題にも多く触れる。
2013年にはその内容の細かさがテレビ番組『マツコ&有吉の怒り新党』で視聴者リクエストによって取り上げられ、マツコ・デラックスからは「女子マラソンの解説は全部増田さんでいい」とコメントされた。解説スタイルについて増田は「レースと無関係な話題だという批判があることは承知しているが、自分は"人"を伝えたい」と雑誌の取材に対して述べている。また、2021年の取材記事では、「人間力」が勝負に影響する長距離競技ではその選手の背景を伝える意図を持っているという趣旨を述べている。取材の手法については2022年の記事で、軽い練習や昼食といった選手の負担にならない時に聞くのが「鉄則」と述べ、選手の母や祖母と接触することで情報を得ていると話している。
しかしその一方で、2016年リオデジャネイロ五輪の際には、その詳細な解説に視聴者の賛否が分かれている、と週刊誌で指摘された。2021年には、瀬古利彦から増田が解説したソースに関して「何処でそんな情報を得ているのか？」と問われている。
特に、2020年東京五輪の女子マラソン中継では「細かすぎる」と報じられた。この中継の際に、入賞した一山麻緒のプライベート（交際相手の存在や将来の希望）に触れたことについて、後日に再度瀬古から「ネタが多過ぎる！」と指摘された直後、増田は一山を指導する永山忠幸（ワコール陸上競技部監督）から「しこたま叱られた」と釈明している。ほか陸上競技を普段見ない視聴者からも、否定的に見られたのではないか？と指摘されていた。
2024年パリ五輪の女子マラソンでも再び増田がテレビ実況中継を担当したが、前回の東京五輪などと同様に「細か過ぎる解説」について視聴者から賛否両論が相次いでいた。
なおオリンピックの大会以外において増田は、テレビの副音声付放送や、youtubeのライブ動画配信サービスを担当するケースが出ている。

#### その他の活動
スポーツ関係以外のテレビ番組にも多く出演している。TBS系の期首期末特番「オールスター感謝祭」の恒例企画「赤坂5丁目ミニマラソン」では、最初の2回（1993年春、秋）に連続優勝した。1994年4月には、日本テレビのテレビドラマ『ブスでゴメンね!』に出演した（原真紀役）。当初は「ブス役」と聞いて立腹したが、脚本の田子明弘やプロデューサーと面談して、田子が増田が演じる原真紀というキャラクターを愛していることやスタッフの意気込みを知り、覚悟を決めて出演を受諾した。その後演じているうちに、ブスであることにいじけず笑顔を絶やさない真紀の役がとても好きになったと記している。日産自動車やツムラ、富士フイルムのテレビCMでは、声だけの出演を果たしている。
その傍ら、全国各地でランニングやウォーキングの指導にも当たっている。2008年より故郷のいすみ市で開催されている市民ロードレース「いすみ健康マラソン」は「増田明美杯」と名付けられ、自らも運営に協力している。障害者のランニング大会である「夢伝」や、スマトラ島沖地震復興のためのプーケットでのチャリティーマラソンなど、社会的活動と結びつけたものもある。2008年より評議員を務めるプラン・ジャパンでは、発展途上国の少女を支援する事業に協力している。これについて増田は「年齢的にもう子どもは持てないので、社会的な面で子どもに関わる活動がしたい」と述べている。
2005年1月、ファイナンシャル・プランナーの男性と結婚。夫は人を笑わせるのが好きで、ロードレースに出場するときは「増田明美の夫」と書かれたゼッケンをつけて走るという。
引退以後、本格的な陸上競技の指導者経験はない。この点について増田は2010年の対談で、山下佐知子や宇津木妙子、井村雅代といったすぐれた女性のスポーツ指導者の持つ資質を知っているので自分には無理だと述べている。
2001年から2007年まで、日本陸上競技連盟の理事を務めた。理事退任後の2015年3月11日、日本陸連が2015年世界陸上競技選手権大会のマラソン日本代表選手を決定した後の記者会見に出席し、横浜国際女子マラソンで唯一国内選考会で優勝した田中智美が落選、大阪国際女子マラソンで日本人トップで2位 の重友梨佐を選出（ゴールタイムは重友が田中より僅か18秒差で先着）した陸連の選考方針に関して、増田は「重友さんは復調の兆しが見えたが、後半の失速ぶりにまだまだのように見えた。田中さんには圧倒的な強さが有ったと思う。本当にこれで良いのでしょうか??」と大きく疑問を呈しながら異議を唱えていた。
2015年3月18日、2019年3月までの4年間の任期で中野区の教育委員に任命された が一身上の都合で2016年3月31日付で辞任。
2000年頃から俳句の実作を始めており、NHK教育テレビの俳句番組にも時折ゲストとして出演している。俳号は「カンナ」。
2007年には初の小説『カゼヲキル』を上梓した。
2017年に放送されたNHK連続テレビ小説『ひよっこ』では、ナレーションを務めた ほか、主人公の高校の体育教師役でも出演した。
2018年6月、日本パラ陸上競技連盟会長に就任。
2021年2月、日本フロアホッケー連盟理事長に就任、同4月、日本知的障がい者陸上競技連盟会長に就任。同年6月、公益財団法人東京陸上競技協会会長に就任。
2023年6月、16年ぶりに日本陸上競技連盟の理事に再就任した。
2024年に還暦を迎えたのを機に、10月27日に茨城県水戸市の「水戸黄門漫遊マラソン」にゲストランナーとして出場し、10年ぶりというフルマラソンを5時間10分台で完走、「マラソンって長いですね。（現時点としては）内容はベスト」とコメントした。出場に当たっては金哲彦から指導を受け、そのトレーニングの模様が不定期出演しているNHK BSの『ランスマ倶楽部』で紹介された。

## 競技者として
増田が長距離走に取り組み始めた当時、日本陸連は1980年にトラック・ロードの女子長距離種目を公認対象に加えたばかりであった。ロサンゼルス五輪での女子マラソン正式採用決定（1981年）もあって強化が求められていたが、まだ選手層も薄く、欧米と比べて記録面での格差は否めなかった。その時期に、日本の記録水準を高めた選手である。当時の新聞にも「国際水準に数えられる日本新を出した意義は極めて大きい」と記された。上記の通り、マラソンで世界歴代および年間ベスト10に入った最初の日本選手であった。
増田が作った日本記録のうち、フルマラソンは4年4ヶ月、トラック種目は5年以上破られず、他の選手の目標となった。小出義雄は、皆が増田の記録を破ろうとしたことで、（女子長距離走の）コーチや練習環境もよくなったと述べている。無名の中高生ランナーだった有森裕子が、全盛期の増田に憧れて練習日誌に増田に関する記事を貼っていたと証言する など、後続の選手にも影響を与えた。
テレビ局のマラソン中継番組スタッフからは、選手層が薄くしかも年齢が高い女子マラソン選手が多かった当時、「小柄で若くて強」く、「軽が重を制す」という増田は「昔ながらの日本人好みのパターン」としてスター選手となったと指摘されている。
こうした成績を可能にしたのは、一日15km・1ヶ月に600km という当時の女子選手としては豊富な練習量と、海外の有力選手とも遜色のない高い心肺能力（最大酸素摂取量が全盛期で体重1kgあたり毎分72ml）であった。この心肺能力について、瀧田は当時「軽自動車にF1のエンジンを搭載したようなもの」と評していた。
ランニングスタイルは、「他人の後ろを走るのが嫌い」という性格もあって「先行逃げ切り形一本槍」だったと述べており、宗兄弟からは「おまえは日本のイカンガーだ」と評されたという。身長が低いため瀧田からはストライド走法を勧められ、それを可能にするため一日に3000回の腹筋運動などの激しい補強運動をおこなっていた。
一方でメンタル面で弱さを持つランナーだったことを引退後に認めている。特に瀧田の指導を受けた時期はマンツーマンの指導になってから自主性を失い、「負けん気はあっても芯の強さが不足していた」と述べている。
瀧田は当初取材に対して「じっくり育てて、1988年のソウルオリンピックのマラソンを狙わせる」、「増田の心身のピークは1992年のオリンピックの頃」 といった発言をおこなっていた。しかし、他に適任者が佐々木七恵しかいなかったり、ロサンゼルス五輪のトラック種目は3000mが最長（10000mが種目に加えられたのは次のソウル五輪から）だったといった事情もあり、20歳のロサンゼルス五輪でマラソンに出場した。この点について、小掛照二は1991年に「結果的には、若いうちからマラソンに追い込みすぎた。犠牲者は、もう増田ひとりでいい」とコメントした。「一週間の差」で指導する機会を逸した小出義雄は「増田の力をうまく開花させられたら、（引用者注：日本の女子長距離選手の中で）五輪で最初にメダルに届いたのは彼女じゃなかっただろうか。しっかり食べさせたかった」とその才能を惜しんでいる。
アメリカ留学から帰国後の選手時代について増田は、自主性をもって取り組めたという点で「オリンピック前の競技生活とは比べものにならないほど豊かで、充実した競技生活だったと自信を持って言うことができる」と引退後に述べている。
スペシャルドリンクは蜂蜜入りの紅茶を使っていた。ある年の北海道マラソンでは調子が悪かったため、気分転換にすべてのドリンクをレース中に飲み干したところ、レース後の体重がスタート前より0.8kg増えており、「夏のフルマラソンを完走して体重が増えるのは増田くらいだ」と笑われたという。
スタート前に聴く音楽は松任谷由実やサザンオールスターズなどだった が、あるレースの前に突然「天城越え」が「無性に聴きたくなり」、レース中もメロディーが頭から離れずに上り坂では腕の振りまでこぶしを回すような動きになった。それ以来、レース前日などに「天城越え」をカラオケで歌った調子と当日の調子が妙に符合するようになり、「コンディションを計るバロメーターになった」という。
高校1年生のとき、瀧田から吉川英治の『宮本武蔵』と武蔵の著書である『五輪書』を手渡され、それ以来競技生活で心の支えとしていた。
川鉄千葉の頃までは、修行僧のように無表情で走っていた。これは高校1年生の全国高等学校総合体育大会陸上競技大会800mの際、ウォーミングアップ直前まで知人などとしゃべりすぎて力が抜け予選落ちした時に、瀧田から「強くなりたければ口を閉じろ」と指導されたことに由来する。また、この指導を受けて「書くことでストレスを発散する」方針に切り替え、引退まで約300冊の練習日誌をつけることになった。
上記の通り、1982年のノルウェー遠征でグレテ・ワイツと同走した。5000mではワイツからは大きく離され、ハーフマラソンでもやはりワイツのペースについていけず、スタート直後に引き離されそうになったときに悔しさからワイツのランニングパンツを手で引っ張ったところ、ワイツは増田の手をはたいて走り去った。

## 人間関係
成田高校から川崎製鉄まで指導した瀧田詔生を著書で「唯一の師」と記している。「（マネージャー転向指示で）突き放されたことがよい刺激となって頑張れた」「記録を出したことで瀧田のために走ろうという気持ちになった」ことなどを挙げて、「当時の自分に合った指導者だった」としている。結果的に決別した点については「当時瀧田を偶像化していたが、社会人になってともにいる時間が増えたことで、いろんな面が見えるようになり、信頼関係を失っていった」と述べている。瀧田の側も生前「自立させたいという気持ちもあって、社会人になってからはあえてスキだらけの自分を見せた」と証言していた。
樋口葉子とともに瀧田の自宅に同居した当初は、太らせるために樋口の茶碗にご飯を大量に盛りつけたり、お互いが相手の目を盗んで腹筋や腕立て伏せのトレーニングをしたりと、息の詰まるような生活をしていた。これについては瀧田から注意を受けたりしたが、1981年の日本陸上競技選手権で増田が3000mと10000m、樋口が1500mにそれぞれ優勝したことでお互いに認め合える関係になった。増田は「樋口の存在が日本記録達成の原動力だった」「樋口との日々が自分にとっての青春の証明」と著書に記している。
本格的に陸上競技に取り組む前から、福岡国際マラソンでの瀬古利彦の活躍やその指導者である中村清の「天才は有限だが努力は無限」というコメントに感銘を受け、この二人に敬意と憧れを抱いていた。しかし、その後中村が指導する佐々木七恵とライバル関係となる。佐々木とは現役引退後長く会う機会がなかったが、2008年11月に東京国際女子マラソンの終了を記念しておこなわれたシンポジウムに増田がコーディネーター、佐々木がパネリストとして参加し、10数年ぶりに顔を合わせた 。このとき思い出話を交わし、佐々木からは「私達は戦友だからこれからも仲良く生きましょうね」と声をかけられたという。それから7ヶ月後、佐々木が死去した際には「レース中に七恵さんに抜かれたことが一番悔しかった」「思い出話に花を咲かせる機会が増えるだろうと楽しみにしていただけに、大変悲しい気持ち」とコメント。同年9月に開かれた「お別れの会」では友人代表として「もっと話したかった。七恵さんの思いを受け継ぎながら、たすきを渡していきます」と弔辞を読んだ。佐々木の死去から14年を経た2023年時点でも、増田は（佐々木の故郷である）岩手県で講演する際には「女子マラソンのパイオニアと言ったら、私じゃなくて佐々木七恵さん」と話すという。
松野明美が実業団対抗女子駅伝で自分を抜いたときには、一瞬沿道の小学生が飛び出してきたと思い、ゼッケンを確認してショックを受けたという。松野がソウル五輪で増田の持つ10000mの日本記録を破ったときには打ちのめされ、「こんな選手の出現を喜ぶべきだ」「主役は自分だ」という二つの思いの葛藤に悩んだ。その後1989年12月のバルセロナ国際女子駅伝に日本チームのメンバーとしてともに参加。ここで松野の競技に打ち込むひたむきで純粋な姿勢に接して、敬愛の念を抱くことになった。増田は「彼女に会って初めて人のがんばりを自分の励みとすることができた」と記している。
引退後、初めて解説を務めた1992年5月のソウル国際女子駅伝の慰労会で、日本陸連関係者と酒杯を注ぎあううちに強い酔いに見舞われて失神した。回復するまでの一部始終を小出義雄に目撃され、からかいのネタにされたが、そのおかげで小出とはくだけて話ができるようになったという。2019年4月に小出が死去した際には複数のメディアで増田の追悼コメントが報じられ、通夜にも参列した。
趣味である俳句では黛まどかの句会のメンバーで、「明ちゃん」「まどかっち」と呼び合う仲である。

## 人物
気性が激しく負けず嫌いで、直情径行な性格であると自著に記している。また我が強いということを法政大学在学時に認識するようになったという。引退から間もない時期にラジオのパーソナリティーを2本担当するという幸運なスタートを切りながら、我の強さのためにゲストを差し置いて話したりスタッフに嫌われるという結果を招き、短期間で降板に至ったことを自著に綴っている。
容貌が似ているといわれた人物として、増田は著書で都はるみ・宮澤喜一・江川紹子を挙げている。その中で、都はるみについては最も早くからそのようにいわれたと記している。自身形態模写を得意とし、高校時代の新聞記事にも陸上部の合宿で夜のミーティングに歌う姿が「ソックリ賞が出るほどうまい」と記されていた。1997年に「ものまねバトル」で「好きになった人」を披露した際には、事前に増田が出演することを記したエッセイを都はるみ本人が目にし、着物とお守り、それに着物を着た本人の写真を増田に送り、本番ではその着物をまとった。
話し声には定評があり、2010年代にはスポーツと関係のないテレビ番組等でナレーションを担当するケースも見られる。元アナウンサーである橋本テツヤは増田の話し方を「あのテンポといいトーンといい、本職のアナウンサーも真っ青」「彼女の声も生来『F分の1ゆらぎ』を持っていると言っていい」と評している。前記のとおり、2017年4月開始のNHK連続テレビ小説「ひよっこ」ではナレーションに起用された。

## 主なマラソン成績
- 1982年2月21日　千葉県選手権・光町マラソン　2時間36分34秒　優勝（初マラソン・当時日本最高記録）
- 1983年1月30日　大阪女子マラソン　途中棄権（14.7km地点）
- 1983年9月11日　米ナイキオレゴン・ユージンマラソン　2時間30分30秒　優勝（当時日本最高記録・自己ベスト）
- 1984年1月29日　大阪女子マラソン　2時間32分05秒　2位（日本人最上位）
- 1984年8月5日　ロサンゼルス五輪女子マラソン　途中棄権（16km付近）
- 1988年1月31日　大阪国際女子マラソン　2時間51分53秒　30位
- 1989年8月27日　北海道マラソン　2時間48分44秒　3位
- 1989年11月19日　東京国際女子マラソン　2時間37分34秒　8位（日本人最上位）
- 1990年4月22日　ロンドンマラソン　2時間34分42秒　19位
- 1990年8月26日　北海道マラソン　2時間48分47秒　9位
- 1992年1月26日　大阪国際女子マラソン　途中棄権（16.8km地点・ラストラン）

## 主な出演

### CM
- 日産自動車「イチロ、ニッサン」（声のみの出演）
- ACジャパン（中野浩一と共演した「もっとマナーもっとリサイクル」）
- ツムラ「きき湯」（声のみの出演）
- サントリー「BOSS」
- ダイエー
- 富士フイルム「アスタリフトホワイト」（2014年、声のみの出演）
- ダイハツ工業「ハイゼットトラック」（2018年、梅沢冨美男と共演した「こわいおやじに」篇）
- 宮崎県「（次のシーズンこそ！）冬こそ、ようこそ 宮崎の旅」（2021年） - 解説 : 九州・山口（※宮崎県を除く）にて放映[129]
- ユニクロ「エアリズム」（2022年）[130]

### テレビ

#### ドラマ
- ブスでごめんね!（1994年4月2日、日本テレビ） - 原真紀 役[131]
- 輝きを忘れない(1997年3月28日, TBS系) - ランニング指導
- 風に向って走れ!〜芸大女子駅伝部〜（2010年5月9日-5月30日、ABCテレビ） - 鶴見亜矢子 役
- 佐武と市捕物控（2015年12月19日、BS日テレ） - ナレーション[127]
- ひよっこ（2017年4月3日 - 9月30日、NHK総合） - ナレーション/木脇先生 役
- 陸王（2017年、TBS） - 増田明美（本人） 役
- 吾輩の部屋である（2017年10月31日 - 11月21日、日本テレビ） - カエルの置物 役（声の出演）
- 第68回NHK紅白歌合戦 (2017年12月31日、NHK総合・ラジオ第1) - ひよっこ特別編のナレーションとして出演
- 卒業タイムリミット 第10話 -（2022年4月19日 - 、NHK総合） - 増田明美（本人） 役
- 警視庁・捜査一課長 season6 第8話（2022年6月2日、テレビ朝日） - 甲斐節子 役
- オールドルーキー（2022年） - 増田明美（本人） 役

#### バラエティ
- 世界!ニッポン行きたい人応援団（2016年4月14日 - 、テレビ東京） - ナレーション
- ごごナマ（2017年4月3日 - 、NHK総合） - 毎週月曜日[132]
- サタデープラス（2020年4月4日 - 、毎日放送） - ナレーション
  - 2021年8月7日には、同じ時間帯に日本テレビ系列で放送された2020東京オリンピック・女子マラソン競技中継の解説を優先したため休演。かたせ梨乃（女優）が、増田の代役を務めた。

#### 教養番組
- はなしちゃお!〜性と生の学問〜（2022年1月28日 -、NHK Eテレ）- ナレーション[133]

### ラジオ
- 増田明美のキキスギ?（NHKラジオ第1放送）
- 佐藤正宏と花の東京応援団!（TBSラジオ）
- 土曜ワイドラジオTOKYO 永六輔その新世界（TBSラジオ） - 常連ゲスト
- 六輔七転八倒九十分（TBSラジオ）
- いち・にの三太郎〜赤坂月曜宵の口（TBSラジオ）
- 増田明美・櫻井浩二のプロペラ全開（RKBラジオ）

## 役職
- 大阪芸術大学教授
- 日本陸上競技連盟理事（2001年 - 2007年）
- 日本陸上競技連盟評議員
- 日本ダブルダッチ協会会長
- 第2回アジアユースパラゲームズ日本選手団長（2009年）
- 全国高等学校体育連盟理事
- 日本障がい者スポーツ協会評議員
- 中野区教育委員（2015年3月19日 - 2019年3月17日（予定））
- 笹川スポーツ財団理事[134]
- 増田明美杯「いすみ健康マラソン」特別顧問（2008年 ‐ ）
- 日本パラ陸上競技連盟会長（2018年6月17日 - ）
- 東日本鉄道文化財団評議員

## 社会的活動
- 文部科学省中央教育審議会委員（第1期 - 第4期）
- 厚生労働省健康大使
- プラン・ジャパン評議員（2008年 - ）[135]
- いすみ市 「いすみ大使」
- パナソニック教育財団「こころを育む総合フォーラム」メンバー
- 読売新聞に掲載の人生案内の回答者

## 受賞
- 1981年 エイボン女性年度賞
- 2000年度 放送ウーマン賞
- 2021年度 第73回NHK放送文化賞[136]

## 著作
- 『増田明美の「テレビでマラソンを楽しく見る方法」』（双葉社、1994年11月、ISBN 978-4575284003）
- 『増田明美のウォーキング+ランニング　心も体も弾ませて』（婦人画報社、1997年10月、ISBN 978-4573101043）
- 『おしゃべりなランナー　走って転んでまた起きて』（リヨン社、1997年12月、ISBN 978-4576971865）
- 『増田明美のさぁ走りましょう』（毎日新聞社、1998年11月、ISBN 978-4620312613）
- 『夢を走り続ける女たち　女子マラソン炎の闘い』（講談社、2004年5月、ISBN 978-4062123730）
- 『サンプラザ中野・増田明美 走る塾　健康&ダイエット、人生までも楽しくなる 快適ランニング入門』（サンプラザ中野(共著)、青春出版社、2004年8月、ISBN 978-4413006880）
- 『増田明美のウオーキング&ジョギング入門 (NHK趣味悠々)』（日本放送出版協会、2007年3月、ISBN 978-4141884453）
- 『カゼヲキル（1）助走』（講談社、2007年7月、自伝的小説、ISBN 978-4062141314）
- 『NHK趣味悠々 増田明美のウオーキング&ジョギング入門 ウオーキング編 DVD』（増田明美・阿藤快・杉田正明(出演)、NHKエンタープライズ、2007年8月）
- 『NHK趣味悠々 増田明美のウオーキング&ジョギング入門 ジョギング編 DVD』（増田明美・阿藤快・杉田正明(出演)、NHKエンタープライズ、2007年8月）
- 『カゼヲキル（2）激走』（講談社、2008年4月、自伝的小説、ISBN 978-4062145169）
- 『カゼヲキル（3）疾走』（講談社、2008年7月、自伝的小説、ISBN 978-4062148191）
- 『認めて励ます人生案内』（日本評論社、2013年5月）
- 『調べて、伝えて、近づいて  思いを届けるレッスン』（中央公論新社、2022年11月、ISBN 978-4-12-150776-1）

## 関連書籍
- 歌代幸子『スポーツ選手 増田明美 (こんな生き方がしたい)』理論社、2005年1月（ISBN 978-4652049501）
- 増田明美(編集)『激走!高橋尚子　シドニーを駆け抜けた青春』早稲田出版、2000年10月（ISBN 978-4898272121）